# Henriette Nigrin
(Adèle) Henriette (Elisabeth) Nigrin, (a vegades anomenada Negrin), (Fontainebleau, 4 d'octubre de 1877 - Venècia, 16 de març de 1965) fou una modista francesa i artista en arts tèxtils, creadora del vestit Delphos. Va ser companya i musa de Mariano Fortuny i Madrazo.

## Biografia
Henriette Nigrin era filla de Frédéric Albert Nigrin, d'origen alsacià, i de Marie Juliette Brassart. I tingué una germana més petita, Marie. Es va casar el 12 de gener de 1897 amb Jean Bellorgeot i visqueren a Marlotte, on residí també la seva germana un cop casada. S'ha dit que Henriette Nigrin modelà per a artistes pintors, que freqüentaven la zona.
Va conèixer Mariano Fortuny a París a principis del segle xx. Ella era casada i van mantenir la relació en secret fins al 1902, en què es divorcià i va anar a viure amb ell a Venècia, al Palazzo Pesaro degli Orfei, avui Palazzo Fortuny, un dels museus de la ciutat.
Compartiren la passió per les creacions tèxtils i Nigrin s'ocupà en particular de la recerca sobre els pigments per a les tintures, untant ella mateixa els estergits per a les impressions sobre teixit. Els seus dissenys van tenir ben aviat molt bona acolida, tot i que s'atribuïen a Mariano Fortuny.
Junts, posaren a punt una màquina per a «tela prisada ondulada», la patent de la qual fou registrada a l'Institut Nacional de la Propietat Industrial de París el 10 de juny de 1909. Mariano Fortuny va reconèixer a la seva dona la creació d'aquesta màquina per una nota manuscrita afegida sobre la patent: «Aquesta patent és de la propietat de la senyora Henriette Brassart que n'és l'inventora. He inscrit aquesta patent a nom meu per la urgència del seu registre. 10 de juny de 1909 a París, Fortuny», i tal com consta al catàleg de l'exposició «Henriette Fortuny, Ritratto di una Musa» al Museu del Palazzo Fortuny a Venècia.

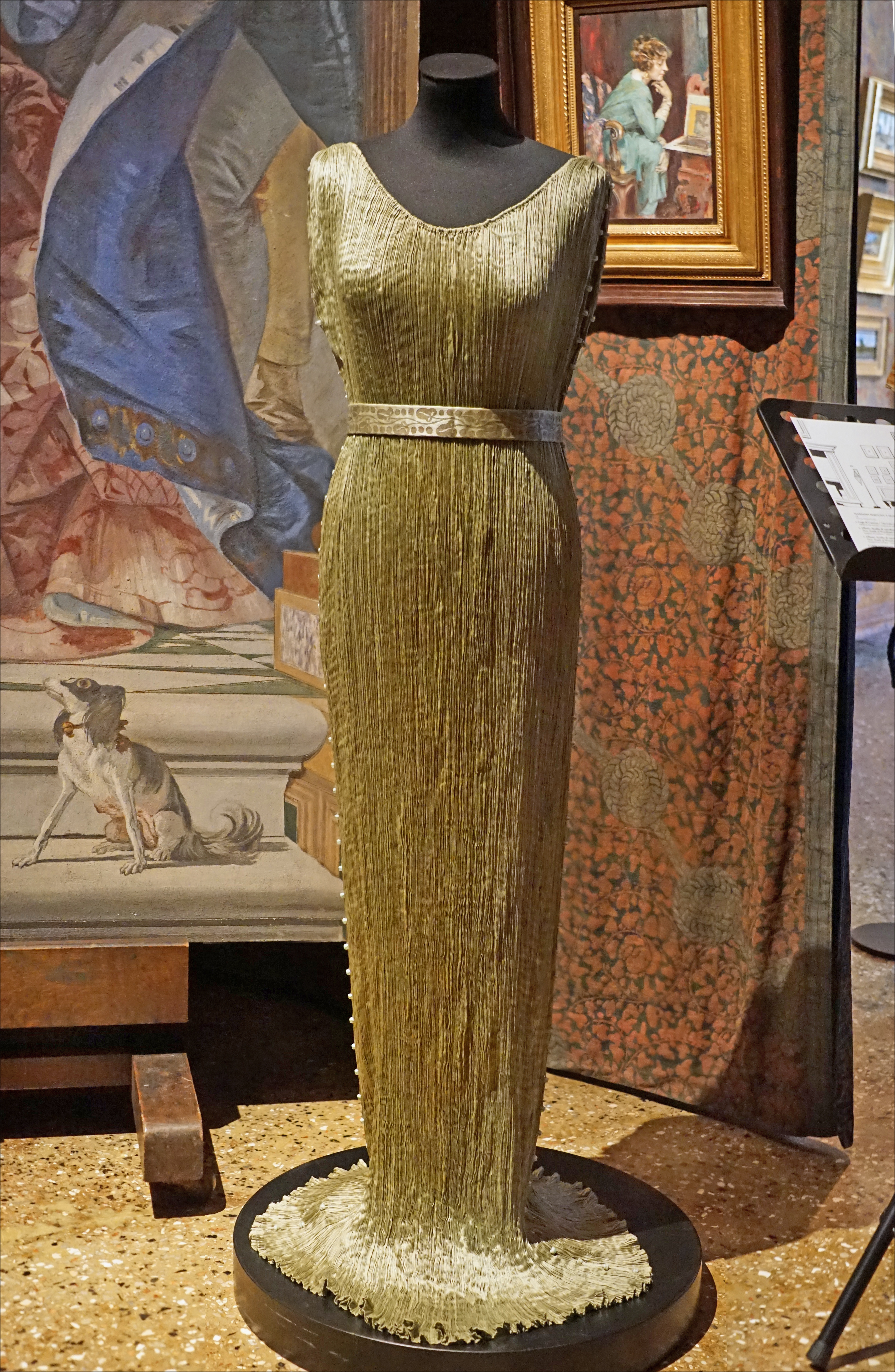
El vestit Delphos

Aquesta preparació dels teixits és la base del vestit Delphos, del qual Henriette revela ser-ne la creadora en una carta adreçada a Elsie Mcneill al moment de la venda de l'empresa a aquesta última, distribuïdora exclusiva dels teixits i models Fortuny als Estats Units.
Vint-i-dos anys després d'haver-se conegut, Henriette Nigrin i Mariano Fortuny es van casar a París l'any 1924. Durant els 47 anys de vida comuna, Henriette Nigrin es va dedicar al desenvolupament de les tintures de teixits i a les seves creacions tèxtils, va gestionar la vida diària de la parella i va compartir fins a la seva venda les responsabilitats de l'empresa Fortuny establerta l'any 1921 al barri de Giudecca. Va dedicar la resta de la seva vida a administrar les col·leccions artístiques de la seva família, segons les voluntats del seu marit. A la seva mort, va llegar el Palau Fortuny a la ciutat de Venècia, que en va fer un museu.